# アグノーメン
古代ローマの人名におけるアグノーメン (agnomen、ラテン語: [aŋˈnoːmen];複数形: agnomina)は、初期のコグノーメンと同様に個人に対する愛称として用いられた。しかし、時代が下ってコグノーメンが家族名を指すようになると、同名の人物を区別するためにアグノーメンが用いられるようになった。ただし、アグノーメンはローマ人の名前において付加的なものであり、（少なくとも記録に残っている限りにおいて）すべてのローマ人がアグノーメンを持っていたわけではなかった。
文法家プロブスはポエニ戦争の英雄スキピオ・アフリカヌスを例に挙げ、次のように説明している。
propria hominum nomina in quattuor species dividuntur, praenomen nomen cognomen agnomen: praenomen, ut puta Publius, nomen Cornelius, cognomen Scipio, agnomen Africanus.
(Men's personal names are of four types, praenomen, nomen, cognomen and agnomen:  praenomen for instance Publius, nomen Cornelius, cognomen Scipio and agnomen Africanus.)

- 男性の個人名はプラエノーメン、ノーメン、コグノーメンとアグノーメンの四つに分かれる。プラエノーメンはプブリウス、ノーメンはコルネリウス、コグノーメンはスキピオ、アグノーメンはアフリカヌスである。
また、マリウス・ウィクトリヌスは以下のような詳解を与えている。
Iam agnomen extrinsecus venit, et venit tribus modis, aut ex animo aut ex corpore aut ex fortuna: ex animo, sicut Superbus et Pius, ex corpore, sicut Crassus et Pulcher, ex fortuna, sicut Africanus et Creticus.
(Now the agnomen comes from outside, and in three styles, from personality or physique or achievements:  From personality, such as Superbus ["Haughty"] and Pius [displaying the Roman syndrome of virtues including honesty, reverence to the gods, devotion to family and state, etc.], from physique, such as Crassus ["Fatty"] and Pulcher ["Handsome"], or from achievements, such as Africanus and Creticus [from their victories in Africa and on Crete].

- アグノーメンは外部要因に由来し、人格・体格・業績の3種類がある。人格に由来するものとしては例えばスペルブス（傲慢な）やピウス（誠実さ、神への畏敬、家族と国家への献身などといったローマの美徳の体現）があり、体格に由来するものとしてはクラッスス（肥満）やプルケル（見目麗しさ）、業績に由来するものとしてはアフリカやクレタで勝利したことに因むアフリカヌスやクレティクスがある。
アフリカヌスやクレティクスなどは戦功に与えられる称号である。例えば、ガイウス・マルキウス・コリオラヌスがヴォルサイ人からコリオリを奪還した功でコリオラヌスの称号を得た。

## 語源
ラテン語 agnōmen（adnomenとも綴る）は、ad（"to"）と nōmen（"name"）からなり、"to name" すなわち「名に添えるもの」の意味である。

## カリグラ
ローマ人のアグノーメンは、家族によって誕生時に名付けられた公式なフルネームに付加されるものである。ローマ人において、個人の名前を完全に置き換えてしまうような愛称は希である。その数少ない例が皇帝カリグラであり、本名のガイウス・ユリウス・カエサル・アウグストゥス・ゲルマニクスに取って代わるほど広く使われている。カリグラのプラエノーメンはガイウス、ノーメンはユリウス、コグノーメンはカエサルである。アグノーメンは分家筋を表すために用いられている。カリグラの名は、幼少時に父ゲルマニクスの北部ゲルマニア遠征に帯同する際に着用した特別仕立ての軍服のミニチュアのうちの小さな軍靴に由来する。一方、父ゲルマニクスは紀元9年にその父である大ドルススから、大ドルススのゲルマン族への勝利を称えて贈られた「ゲルマニクス」のアグノーメンをプラエノーメンとして受け継いでいる。「ゲルマニクス」は彼の誕生時には父 大ドルスス（ネロ・クラウディウス・ドゥルースス）あるいは叔父 ティベリウス・クラウディウス・ネロ）にちなむものであったが、カリグラの代ではカリグラのアグノーメンとして知られるようになった。

## アグノーメンと偽名
アグノーメンは偽名ではなく、あくまで実名である。アグノーメンは個人のフルネームを置き換えるものではなく、フルネームに付加されるものだからである。後代では二つ名のように形容語句的に、フルネームに並ぶものとして用いられる。たとえばトーマス・ジョナサン・"ストーンウォール"・ジャクソンのように、本来のファーストネームよりもアグノーメンの方が有名であるような例や、もっと身近な例として"アイアン"・マイク・タイソンやアーヴィン・"マジック"・ジョンソンなどがある。